# Butte County, Kalifornien
Butte County är ett administrativt område i delstaten Kalifornien, USA. Den administrativa huvudorten (county seat) är Oroville. År 2010 hade Butte County 220 000 invånare. 

## Geografi
Enligt United States Census Bureau så har countyt en total area på 4 344 km². 4 246 km² av den arean är land och 97 km² är vatten.

### Angränsande countyn
- Yuba County, Kalifornien - syd
- Sutter County, Kalifornien - syd
- Colusa County, Kalifornien - sydväst
- Glenn County, Kalifornien - väster
- Tehama County, Kalifornien - nord
- Plumas County, Kalifornien - öst

## Kommunikationer
De större motorvägar som går genom Butte County är 
- State Route 32
- State Route 70
- State Route 99

Kollektivtrafik (bussar) går mellan Chico, Oroville, Paradise, Gridley och Biggs. Via Chico kan man också ta sig till Glenn County Plumas County med buss. Flygplatser finns i Chico, Oroville, Paradise, Ranchaero och Richvale. 

## Utbildning
Det finns omkring 90 statliga skolor i området, enligt National Center for Educational Statistics. Skolorna är uppdelade i följande 15 distrikt:
- Bangor Union Elementary School District
- Biggs Unified School District
- Chico Unified School District
- Durham Unified School District
- Feather Falls Union Elementary School District
- Golden Feather Union Elementary School District
- Gridley Unified School District
- Manzanita Elementary School District
- Oroville City Elementar District
- Oroville Union High School District
- Palermo Union School District
- Paradise Unified School District
- Pioneer Union Elementary School District
- Thermalito Union School District

Det finns också två universitet i regionen: Butte College och California State University (i Chico).

## Butte County som filmregion
Ett flertal storfilmer har spelats in i Butte County. Av dessa kan nämnas Borta med vinden, Mannen utanför lagen, Folket i den lyckliga dalen, Handen på hjärtat, The Klansman, Ruby Ridge: An American Tragedy, Robin Hoods äventyr och Under Wraps.